# Emily Martin
Emily Martin (4 marzo 2001) è una tuffatrice britannica specializzata nella piattaforma.

## Carriera
Emily Martin ha raggiunto l'apice della propria carriera giovanile nel 2018, ottenendo il terzo posto nel sincro 10 m ai campionati europei di categoria e il secondo posto nella stessa specialità, sempre insieme a Phoebe Banks, ai Mondiali giovanili disputati a Kiev. Al suo debutto senior agli Europei di Kiev 2019 ha vinto insieme a Banks la medaglia d'argento nel sincro 10 m.

## Palmarès
- Europei di nuoto/tuffi

Kiev 2019: argento nel sincro 10 m.
- Mondiali giovanili

Kiev 2018: argento nel sincro 10 m.
- Europei giovanili

Helsinki 2018: bronzo nel sincro 10 m.
Kazan' 2019: oro nel sincro 10 m.